# Stanstead College
 (février 2024).
Si vous disposez d'ouvrages ou d'articles de référence ou si vous connaissez des sites web de qualité traitant du thème abordé ici, merci de compléter l'article en donnant les références utiles à sa vérifiabilité et en les liant à la section « Notes et références ».
Le Stanstead College (Collège de Stanstead) est une école secondaire anglophone, privée et indépendante, située à Stanstead dans la province de Québec au Canada. 
L'établissement est particulièrement distinct de ce qui a trait à la diversité culturelle des élèves, (qui sont généralement en provenance de plus de 15 pays) et au nombre d'élèves par classe (12 en moyenne). 
L'école fut fondée en 1872 sous le nom de Stanstead Wesleyan College, son premier directeur étant le révérend A. Lee Holmes.
La mission de Stanstead College est de fournir aux étudiants du Canada et de partout dans le monde un programme très structuré d'éducation dans un  environnement paisible et sécuritaire. L'expérience Stanstead aide tous les élèves à atteindre leur plein potentiel scolaire en vue de l'admission à l'université, à développer des modes de vie sains et actifs et à comprendre l'importance du respect, de la responsabilité et de l'autodiscipline.

## Histoire

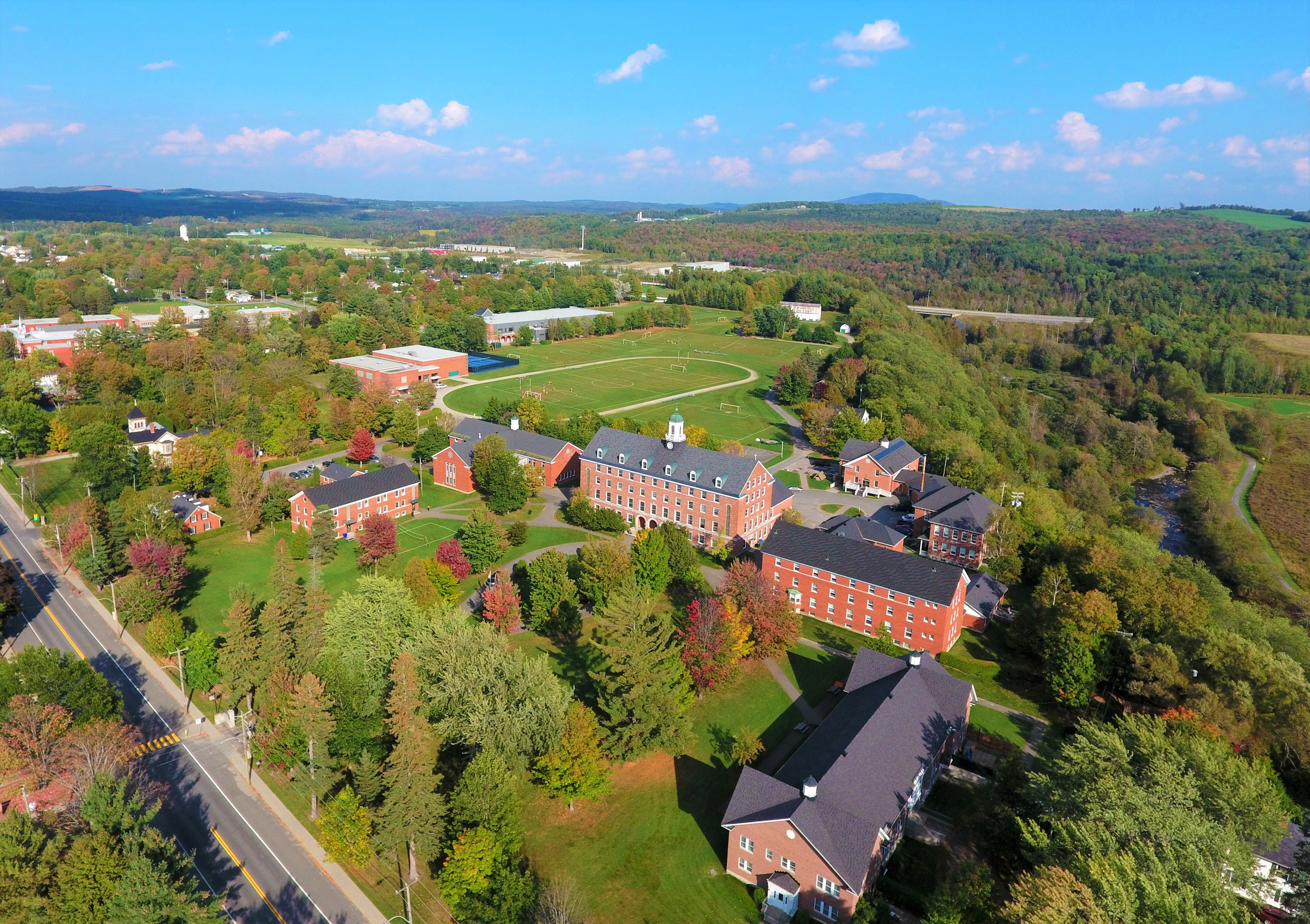
Vue aérienne du Collège de Stanstead

En 1870, un groupe de pasteurs Wesleyens se sont réunis à Sherbrooke et se sont entendus pour construire un collège dans les Cantons-de-l'Est. Des actions étaient mises en vente à 25 $ avec pour objectif d'amasser 20 000 $. Toute communauté qui serait prête à offrir 10 000 $ verrait le collège implanté sur son territoire. Compton avança les 10 000 $, mais Stanstead offrit 15 000 $. La conférence wesleyenne a alors approuvé le projet de Stanstead College en juin 1871. La construction a débuté à l'automne 1872 avec la pierre angulaire, posée le 2 décembre et l'incorporation du Collège le 24.
La construction eut lieu au cours de l'année 1873 et les premiers cours débutèrent lors de la première semaine de janvier 1874.
La lente vente des actions ainsi que les très bas frais de scolarité (5 à 10 $ par semestre, plus 2,75 $ par semaine pour les pensionnaires) ont obligé les actionnaires à transférer la propriété de Stanstead Wesleyan College à la Conférence de Montréal de l'Église méthodiste du Canada en décembre 1876.
Dans les années 1980, le Stanstead College mit fin à sa relation avec ce qui était devenue l'Église unie du Canada et est aujourd'hui entièrement non-confessionnelle.
1894 : Dr et Mme A.G. Bugbee de Derby Line, au  Vermont donnent la résidence d'Albert Knight, un ancien député de Stanstead, et la font déménager sur le terrain du collège pour qu'elle devienne la Bugbe Business College.
1896 : la famille Pierce donne le Sunnyside Castle afin qu'il soit utilisé comme résidence pour les filles.
1902 : la famille Holmes donne 3 000 $ pour construire une école primaire pour les enfants de la région. Cette école, connue comme la Holmes Model School, ouvre ses portes en 1903 et demeurera l'école primaire locale jusqu'en 1953, lorsque l'école Sunnyside fut construite.
1904 : la Canadian College Song, chanson de Paul J. Mahlendorff dédiée aux étudiants du Stanstead Wesleyan College, est publiée par Marriott & Williams, à Londres
1905 : construction d’un nouveau gymnase
1931 : le révérend E.C. Amaron devient directeur, poste qu'il conservera durant 23 ans.
1938 : un incendie détruit l'édifice principal. Une nouvelle bâtisse, plus tard appelée Colby House, ouvre ses portes en 1940.
Seconde Guerre mondiale : le Collège accueille des réfugiés de la Oldfeld School de Swanage, Dorset, Angleterre.
1946 : l'Alumni Association (association des anciens) donne des fonds pour les Memorial Gates, portail à l'entrée du Collège à la mémoire des anciens qui donnèrent leur vie lors de la Première et de la Seconde Guerre mondiale.
1951 : l'auditorium de l'école, Pierce Hall, est détruit par le feu.
1958 : faisant face à un nombre d'inscriptions déclinant, l'école ferme la Bugbee Business School et le Eastern Townships Music Conservatory. Pierce Hall est rebâti.  La Davis House, résidence pour les garçons senior et la  Bugbee House pour les plus jeunes ouvrent toutes deux leurs portes.
1959 : le Stanstead College devient un pensionnat pour garçons seulement. La plupart des élèves de la région fréquenteront désormais des écoles publiques, incluant la nouvellement réaménagée Sunnyside School, toujours en face du collège.
1965 : le Amaron Gymnasium ouvre ses portes.
1968 : LeBaron Hall, la salle à manger actuelle du Collège ouvre ses portes.
1973 : année des célébrations du centenaire. Les célébrations incluent l'ouverture de la Ralph B. Hood Swimming Pool et une visite du Gouverneur Général Roland Michener.
1977 : à la suite de la loi 101, le Stanstead College choisit de ne plus accepter de financement du gouvernement du Québec, lui donnant ainsi l'indépendance de contrôler ses politiques, incluant le fait d'admettre les élèves francophones sans certificat d'éligibilité.
1979 : Stanstead College redevient un établissement mixte.
1991 : une nouvelle résidence, pour les filles senior, la Webster House, ouvre ses portes.
2001 : le centre récréatif, le Rec Hall, est détruit par un incendie. Huit mois plus tard, un nouveau centre est construit.  Il est nommé le Eric T. Webster Student Centre.
2004 : l'école implante les ordinateurs portatifs individuels (pour chaque étudiant) dans les salles de classe et dans le programme scolaire.
2010 : le Premier Ministre Stephen Harper, les sénateur Jacques Demers et Pierre-Hugues Boisvenu ainsi que d'autres dignitaires vinrent à Stanstead College le 26 mars pour annoncer le financement pour la construction d'un nouvel aréna en remplacement de l'ancien Stanstead College Arena.